# José Carrillo de Albornoz y Montiel
Pour les articles homonymes, voir Carrillo et Albornoz.
José Carrillo de Albornoz y Montiel, troisième comte de Montemar, puis premier duc de Montemar (Séville, 8 octobre 1671 - Madrid, 26 juin 1747), Grand d'Espagne, chevalier de Santiago, chevalier de la Toison d'or, vice-roi de Sicile (1734-1737), est un militaire et un homme politique espagnol.

## Biographie
José Carrillo naît dans une famille de la très haute noblesse espagnole, les Carrillo, dont les racines remontent au Xe siècle en Castille. Il est le fils de Francisco Carrillo de Albornoz Esquivel y Guzmán (Séville, 18 juin 1639), 2e comte de Montemar, colonel des gardes, directeur général de la cavalerie d'Espagne, général de l'armée d'Oran et chevalier de l'ordre de Santiago. Son épouse, Leonor de Montiel y Segura, est la fille de Federico de Montiel et de Isabel de Segura. En 1707, il hérite du titre de « comte de Montemar » et il est commandeur de la commanderie de l'ordre de Santiago à Moratalla, près de Murcie. 
Entre 1700 et 1742, il participe à toutes les guerres de l'Espagne. Lors de la guerre de Succession d'Espagne, il combat avec le grade de second colonel du régiment de cavalerie de Montesa en 1706, puis de brigadier l'année suivante. Il s'illustre, en 1710, à la bataille de Villaviciosa, où il a grade de maréchal, sous le commandement du comte d'Aguilar. Lors de la guerre de la Quadruple-Alliance, entre 1718 et 1720, il participe aux opérations en Sardaigne et en Sicile. L'Espagne étant alors en paix, il est capitaine général de Catalogne en 1722 et en 1725, remplaçant à cette charge Guillermo de Melun, marquis de Risbourg (1725-1735), puis en 1726, capitaine général de la Côte de Grenade – la partie côtière de la province de Grenade. 
En 1731, il est placé à la tête du corps expéditionnaire espagnol envoyé en Italie pour occuper le duché de Parme en faveur de l'infant Charles. En 1732, lors de l'expédition espagnole contre Oran, il assure le commandement des 30 000 hommes de l'infanterie, tandis que Blas de Lezo dirige la flotte. Entre 1733 et 1734, il dirige à nouveau l'armée espagnole lors de la guerre austro-espagnole en Italie, où il enlève aux Autrichiens plusieurs places de Naples et de Sicile. Il participe en particulier à la bataille de Bitonto, le 25 mai 1734. En remerciement des services rendus lors de cette bataille, Philippe V élève le comté de Montemar au rang de duché, lui adjoignant la dignité de Grand d'Espagne, et le nouveau roi de Naples et de Sicile, Charles, le crée duc de Bitonto. Il est également vice-roi de Sicile entre 1734 et 1737, au service de Charles. Il noue alors des liens avec des hommes influents, comme le marquis de la Ensenada.
Philippe V le nomme ministre de la Guerre entre 1737 et 1741. Il termine sa carrière militaire à la tête des 50 000 hommes du contingent espagnol lors de la guerre de Succession d'Autriche, en 1741, mais il est remplacé dès l'année suivante par le comte de Gages.
Il meurt à Madrid, le 26 juin 1747.

## Famille
José Carrillo de Albornoz épouse, le 7 mai 1700, Isabel Francisca de Antich y Antich, née à Barcelone en 1680, fille de Francisco de Antich y Calvo (seigneur de Mongay et de Lloréns) et de Tecla Antich.
Ils ont une fille, María Magdalena Carrillo de Albornoz y Antich (Viso del Alcor, 1707 - Madrid, 1790), 2e duchesse de Montemar et Grande d'Espagne. Elle épouse en 1729 à La Puebla de Cazalla (près de Séville), José Lorenzo Dávila y Tello de Guzmán (Séville, 1710 - 1790), 3e comte de Valhermoso.